# مت مور (هنرپیشه)
مت مور (انگلیسی: Matt Moore؛ ‏ ۸ ژانویهٔ ۱۸۸۸ – ۲۱ ژانویهٔ ۱۹۶۰) یک هنرپیشه، و کارگردان اهل ایرلند بود. وی بین سال‌های ۱۹۱۲ تا ۱۹۵۸ میلادی فعالیت می‌کرد.
از فیلم‌هایی که وی در آن نقش داشته است، می‌توان به خروس، نقطه فروپاشی، آقای باگز محترم و یاران اشاره کرد.